# Mara (reka, Kenija)
Reka Mara je reka, ki izvira v okrožju Narok (Kenija) in se konča v regiji Mara (Tanzanija). Leži na selitveni poti kopitarjev v ekosistemu Masai Mara / Serengeti.

## Potek
Porečje reke Mara pokriva površino 13.504 km², od tega je približno 65 % v Keniji in 35 % v Tanzaniji. Od izvirov blizu mesta Nakuru v močvirju Napuiyapi v Mau robu v kenijskem višavju, od tam teče skozi rezervat Masai Mara na jugozahodu Kenije. Po prečkanju meje s Tanzanijo teče proti zahodu in prečka sever Serengetija in se po približno 395 km izliva v Viktorijino jezero v prostranem močvirju, močvirju Masurua. Porečje lahko v grobem razdelimo na štiri rabe zemljišč in/ali upravne enote.
Od 1970-ih je reka izgubila 60 % svojega pretoka, deloma zaradi močnega krčenja gozdov v povirju.

## Regije
Mau rob: reka Mara izvira iz močvirja Napuiyapi (2932 m), glavna trajna pritoka sta Amala in Nyangores, ki odtekata iz zahodnega Mau roba. Ta del porečja poleg gozdov podpira tako majhno kmetijstvo (manj kot 10 hektarjev) kot srednje velike kmetije (pogosto čajne kmetije do 40 hektarjev).
Kenijski pašniki: na tem območju reki Amala in Nyangores iztekata iz pobočja Mau in se združita v reko Mara. Reka nato vijuga naprej skozi odprta travišča savane, ki jih večinoma upravljajo skupine Masajev in se uporabljajo kot pašnik za živino ter za majhno in veliko kmetijstvo (več kot 40 hektarjev). Na tem območju so tudi porečja štirih pomembnih pritokov reke Mara (reke Talek, Engare, Sand in Engito), skupaj z nekaterimi gorskimi območji, kot je gorovje Loita.
Zaščitena območja: reka se sčasoma izlije v svetovno znani narodni rezervat Masai Mara, kjer se zlije s tremi od štirih omenjenih pritokov. Na kenijsko-tanzanijski meji se reka izliva v narodni park Serengeti in se ji pridruži četrti večji pritok: reka Sand (ali Longaianiet). V teh parkih divjih živali je človeška dejavnost omejena na ogled divjih živali.
Nizvodno v regiji Mara, Tanzanija: takoj zatem, ko reka Mara izteče iz rezervata Ikorongo Game Reserve (ki meji na narodni park Serengeti), ostro vijuga proti severu. Na mestu, kjer reka vijuga v jugozahodno smer, se glavni kanal ponovno izgubi v različnih potokih, ki napajajo mokrišča Mara dolvodno. Ti potoki in mokrišča se nadaljujejo približno 70 kilometrov navzdol. V tem delu porečja je gostota ljudi in živine velika, manjše samooskrbno kmetijstvo pa je glavna raba zemljišč. Porečje reke Mara je eno od desetih porečij, ki napajajo Viktorijino jezero in je zato funkcionalno in ekološko povezano z družbeno-ekonomskimi dejavnostmi v Viktorijinem jezeru in ob reki Nil.

## Višine in podnebje
Višine v porečju se gibljejo od 2932 m okoli izvirov v Mau robu do 1134 m okoli Viktorijinega jezera. Količina padavin se razlikuje glede na te nadmorske višine. Mau rob prejme največ padavin s povprečno letno količino padavin med 1000 do 1750 mm. Čezmejna travišča srednje savane prejmejo povprečno med 900 do 1000 mm dežja, kenijsko spodnje gorovje Loita in območje okoli Viktorijinega jezera pa le okoli 700 do 850 mm dežja na leto. Poleg te variabilnosti padavin je regija znana tudi po svoji časovni spremenljivosti padavin, kar pomeni, da različna območja prejmejo različne količine padavin skozi vse leto. Sezona padavin je bi-modalna, z dolgotrajnimi deževji, ki se začnejo od sredine marca do junija z vrhuncem v aprilu, medtem ko se kratke padavine pojavljajo med septembrom in decembrom.

## Ekologija
Reka je pomemben vir za pašo živali v rezervatu. Čeprav je v sušnem obdobju pogosto videti plitka, lahko po močnem deževju nabrekne do dvakratne svoje običajne velikosti. To lahko povzroči brzice v reki, kar lahko privede do pomanjkanja hrane za plenilce, ki ne morejo prečkati reke za lov.
Mara je edina reka v narodnem parku Serengeti, ki ima vodo skozi vse leto, kar zagotavlja preživetje ogromnih čred divjih kopitarjev (gnu, zebre, antilope) v sušnem obdobju.
Eden najbolj spektakularnih dogodkov na Zemlji se vsako leto odvija v osrčju vzhodne Afrike, ki doseže vrhunec ob prečkanju reke Mara, kjer se narava hladno odloči, kdo bo dočakal še en letni čas.
Poimenovano »Velika selitev«, 1,5 milijona gnujev, zeber in gazel sledi krožni selitveni poti po ekosistemih Serengeti in Masai Mara, prežeti z vrsto rečnih prehodov, katerih divji tokovi in plenilske zveri, ki se skrivajo v plitvini, naredijo prizadevanje več kot samo preprosto plavanje. Za gnuje je preživetje na drugi strani zelo podobno zelo nevarni, neizogibni igri rulete. Trupla tistih, ki jim to ni uspelo, zasipajo Marine bregove. Jastrebi se hranijo s tem, kar so za seboj pustili krokodili.
Sezonsko množično prečkanje reke gnujev je bilo predstavljeno v več dokumentarnih filmih. Ovekovečil jih je David Attenborough; so takšni prizori narave, ki živali neusmiljeno razvrščajo na tiste, ki živijo, in tiste, ki umirajo, postali hkrati navdihujoči in grozljivi. Ni čudno, da je prehod Mara postal kraj, na katerega popotniki čakajo celo življenje, da ga osebno obiščejo. To je najbolj bistveni boj na svetu, ki se odvija v realnem času, pred očmi ... in med redkimi kraji na planetu, kjer ga je mogoče zanesljivo spremljati iz leta v leto.